# 微观经济学
個體經濟學（英語：Microeconomics），源自希腊语μικρό(小的)和οικονομία(经济)，有時稱為價格理論，是現代經濟學的分支，研究微观經濟體系中基本單元（個體、企業）的經濟行爲。個體經濟學重視需求與供給如何影響個人、達成交易，並形成市場中的均衡價格。另外，自從愛德華·張伯倫和瓊·羅賓遜發展的市場結構理論、一般廠商的生產決策、從事消費決策的消費者行爲等亦跟傳統的供需理论綜合成個體經濟學的核心課題。其關注人群的決定和行爲影響財貨和服務的供給和需求、誰負責決定價格、或者反過來，價格如何決定財貨和服務的供給量和需求量。
個體經濟學乃相對于總體經濟學而言，後者關注經濟活動的總體，研究經濟增長、通貨膨脹和失業。個體經濟學也探討政府政策造成對整體社會經濟層面的影響（例如稅收水平）。特別是盧卡斯批判的興起之下，多數總體經濟理論建立起本身的“個體基礎”——即是一些根據個體經濟理論而作出的基本假設。
個體經濟學的目的，在於透過分析形成衆多財貨和服務相對價格的市場機制以及這些有限資源如何配置在不同的用途上，在此，效率問題並非首要。個體經濟學並不太重視經濟效率問題，因爲那可從規範經濟學獲得答案。不僅如此，個體經濟學還分析市場失靈，究竟市場那處無法產生有效率的結果，及在完全競爭的條件下，描述市場的理論應然狀態。這學科的重要範圍，包括一般均衡理論、資訊不對稱下的市場、博弈論的經濟活動應用和市場系統内的經濟財貨彈性問題。

## 起源和内容

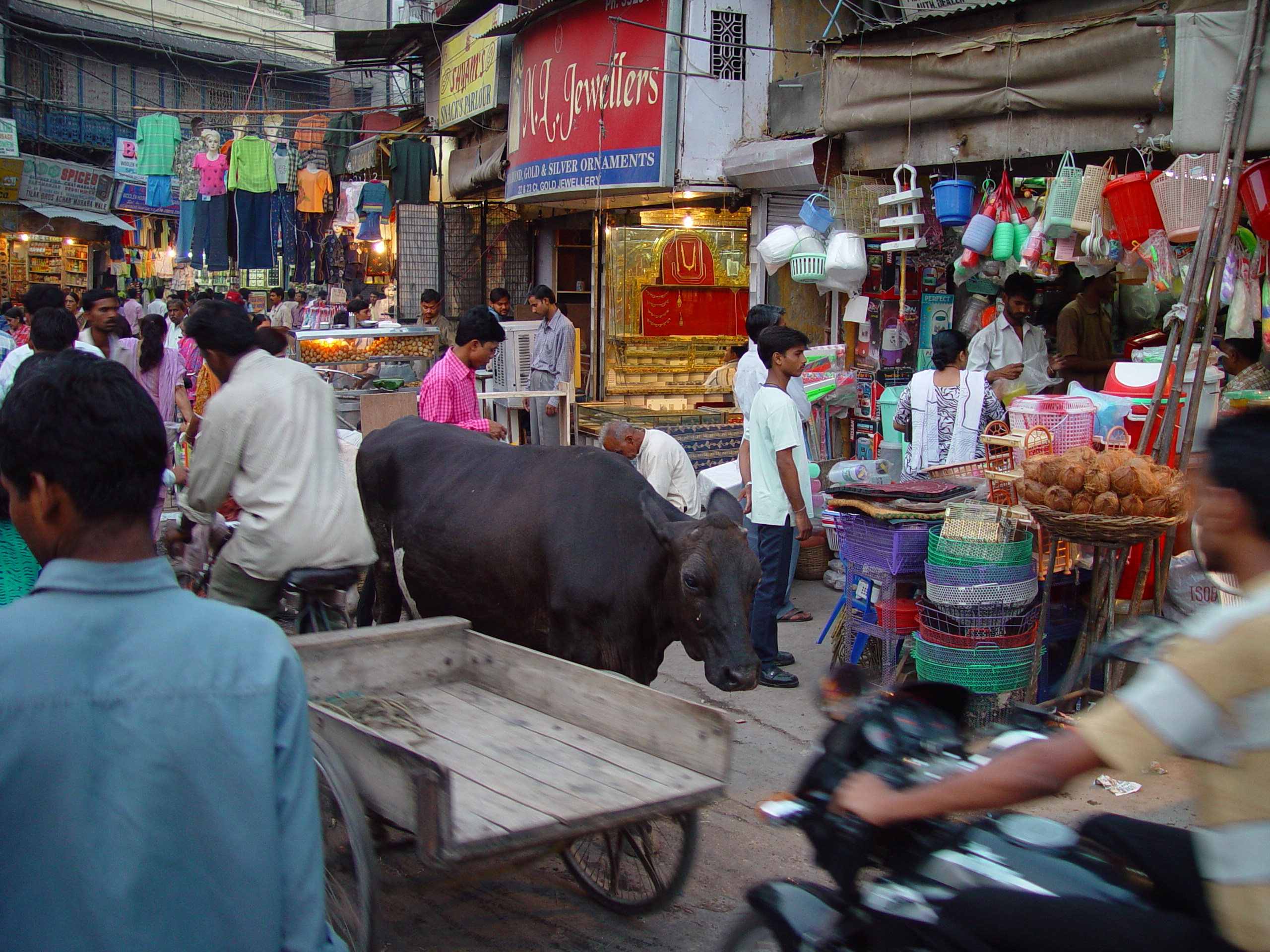
微观经济学分析使买卖双方能够在商品和服务之间建立相对价格的市场机制。显示的是德里的一个市场

個體經濟學源自於古典經濟學與新古典主義經濟學，19世紀初，經濟學家大多追求研究所謂“財富的來源”，繼而延伸到分析個體的生產方法、生產財貨在經濟體系中的分配和個體交換手段的經濟活動，生產、分配和交換就是早期個體理論的三分法。個體經濟學是古典經濟學最主要的内容，當時，總體經濟學並未發展成完整的理論體系。當今，在宏觀經濟學佔有重要地位的貨幣問題和國際貿易在古典經濟學視作微觀經濟學的一部分，19世紀晚期才有學者爲此專門著書立説，研究早期的貨幣理論，並把貨幣理論分離出個體經濟學，在亞當·斯密和李嘉圖及同一代人的理論中，貨幣政策被概括為個體行爲中作討論，例如貨幣如何影響商品價值等。國際貿易在這時期的情況，也被視爲是延伸到國家層面形式的個體財貨交換行爲。貨幣理論和國際貿易理論因爲涉及交換特性而被列入微觀經濟學討論，但隨著三分法遭揚棄，這兩者也擺脫了原有框架，而轉爲按層面分類的宏觀經濟學。
當經濟學家分析個體的經濟行爲是必然牽涉到價格決定，一方面是代表需求的消費者效用和消費者行爲，另一方面是代表供給的廠商生產活動，例如固定和可變成本對生產決策的影響。

## 假設和定義
微觀經濟學的第一個基礎假設是：「個人」（individual）是所有經濟分析的基本單位，而「個人」（經濟人）會理性地取捨、決定。而第二個基礎假設是：每個人都會在有局限的情況下極大化自己的利益。
此外，在個體經濟學的重要理論供應和需求中，經常假設市場為完全競爭，即市場上有大量買方和賣方，當中無人有能力顯著干涉財貨和服務的價格。然而，由於有些個體買家或賣家有能力去影響市價，這個假設在現實並不成立。
主流經濟學並不預設了市場制度優於其他形式的社會組織或制度。事實上，許多分析致力於研究市場失靈，即使得資源使用未達到有效率，或換言之未達帕累托最優的情況。在這些個案中，有經濟學者試圖找出由政府執行、避免無謂損失的政策。這些關於市場失靈的分析間接反對由無形之手引導市場參與者達到均衡的價格機能。

## 市場參進及退出
假設所有公司執行理性的決定，以及會生產到利潤極大化的產出量。
- 當其平均成本低於其產品的帶來的平均利益，一間公司會賺取利潤。經濟利潤相等於平均成本與市價之差乘以產出量。
- 當其經濟利潤為零時，一間公司正在賺取正常利潤。這情況在當平均成本相等於利潤極大化產量下的價格時出現。
- 若價格訂在平均成本與平均變動成本之間，這樣，公司正處於損失極小化的狀態。若停止經營其損失更大，這間公司應該會繼續生產。透過繼續經營，公司可以減少其變動成本及至少部分固定成本。若繼續生產會損失全部的固定成本，公司會完全停止生產。
- 若價格低於平均變動成本，公司會倒閉。此時，完全不生產的損失最少，因為任何生產都會帶來負回報。而倒閉時，公司損失的只有其固定成本。它要麼離開市場，要麼留在市場並面臨完全損失的風險。

## 機會成本
機會成本是所有被放棄的選擇中價值最高者。雖然機會成本難以量化，但其影響在個人層面上十分普遍而真實。事實上，這個概念應用在所有決定上，不單是經濟行為。機會成本的概念是個體經濟學的基石之一，因為機會成本是人類作一個行為的代價，而需求定律斷言代價改變，作此行為的傾向（需求量）會與代價的增減成反向。這是經濟學中重要的前提。
機會成本是一個量度做某事的成本的途徑。機會成本同時會包含了次佳選擇的等量金錢價值，而非單單計算一個行為的表面代價。次佳的選擇所帶來的得益是原本選擇的機會成本。一個常見的例子是一個農夫選擇在自己土地上耕作而不租出土地予其鄰居，當中的機會成本就是租出土地所能獲得的潛在得益。在這例子中，農夫可能預其自己耕作會帶來更大利益。類似地，進入大學就讀的機會成本是一個學生投入勞工市場工作所能賺取的工資，再加上因為讀大學而產生的學費和其他開銷。
機會成本不是所有可能選擇的價值總和，而是單一的最佳次選。一個城市在一塊空地上決定建造醫院的可能機會成本是：建造體育館的得益、用作停車場賺得的收入、賣出整幅地的金錢所得或者任何其他用途的利益，以上的其中一項（價值最高者），而非全體總和。在此帶來的疑問是，如何測定某項選擇的金錢價值並評估機會成本。舉例說，有時某個決定牽涉到由於科學上的不確定，故其金錢價值難以估算的環境影響。評價一人的生命價值與北極石油溢出的經濟影響牽涉到含有道德成份的主觀選擇。
沒有免費的事物。美國經濟學家佛利民的著作《There's no such thing as a free lunch》（1975年）成為了金句──世上沒有免費午餐。无論一個人選擇什麼，他總是放棄了一些事物的回報。一個機會成本的例子是在去演唱會和做功課之間的抉擇。如果某人選擇去演唱會，那他便放棄了學習的機會和時間；但如果某人選擇做功課，其成本是放棄難得看演唱會的機會。在理解和學習微觀經濟學及選擇的作出時，機會成本概念的掌握極其重要。

## 應用微觀經濟學
應用微觀經濟學包括了一系列的專業研究，當中很多利用了其他範疇的方法。應用工作經常用上比基本價格理論、供應和需求稍多的知識。工業機構和測定規則的主題包括了例如一間公司的投入或撤出，改革，商標的角色等議題。法律經濟學在合法政體及其相關效率的選擇和執行上應用微觀經濟學。勞動經濟學測量工資、就業和勞力市場動態。公共財政或公共經濟學檢查政府稅收與公共開支及這些政策的經濟效果，例如社會福利問題。
政治經濟學查察政治制度在決定政策後果的經濟角色。健康經濟學研究在醫療制度，包括醫護勞動力的角色和醫療保險問題的機構。研究城市所面的挑戰例如城市延伸，空氣和水污染，交通擠塞，與及產權的都市經濟學應用了微觀經濟學在都市地理學和社會學的範疇。
金融經濟學測試主題例如理想的投資組合、資本回報率、計量經濟學對安全回報的分析及法人組織的金融行為。經濟史研究經濟體和經濟制度的發展，利用了經濟學、歷史學、地理學、社會學、心理學和政治科學範疇的方法和技術。